# بنیات آلبیسوری
بنیات آلبیسوری (اسپانیایی: Beñat Albizuri‎؛ زادهٔ ۱۷ مهٔ ۱۹۸۱) دوچرخه‌سوار اهل اسپانیا است. وی در مسابقات جیرو دیتالیا شرکت کرده است.